# 정덕기
정덕기(鄭德起, 1984년 2월 4일 ~ )는 대한민국의 대전액션 게임해설가이다. 온미디어 케이블TV채널 온게임넷에서 활동했으며 《던전&파이터》 게임해설과 MC로 처음 알려졌고,《스페셜포스 마스터리그》현장 리포터로도 활동했다.

## 개요
<D&F>의 선수로 처음 모습을 보였으며 이후 4차 리그부터 방송인으로써 활동하였다. 정덕기의 캐릭터가 게임속에 추가되었는데, "헬모드"의 "쏴죽일걸"이다. 특유의 코믹 해설로 D&F 최고의 인기를 이끌어냈다. 그는 마지막으로 《D&F 6차 리그》, 《WCG(World cyber games)》 8강, 《한.중.일 Festival》8강 해설을 진행했다.

## 수상 경력
- 1차 고래밥컵 던전 앤 파이터 리그 단체전 준우승 (굿바이 카인)
- 2차 투니스컵 던전 앤 파이터 리그 단체전 3위 (굿바이 카인)
- 3차 신한은행컵 던전 앤 파이터 리그 단체전 3위 (굿바이 카인)
- 4차 신한은행컵 던전 앤 파이터 리그 단체전 챌린지어택 (굿바이 카인)